# Statut

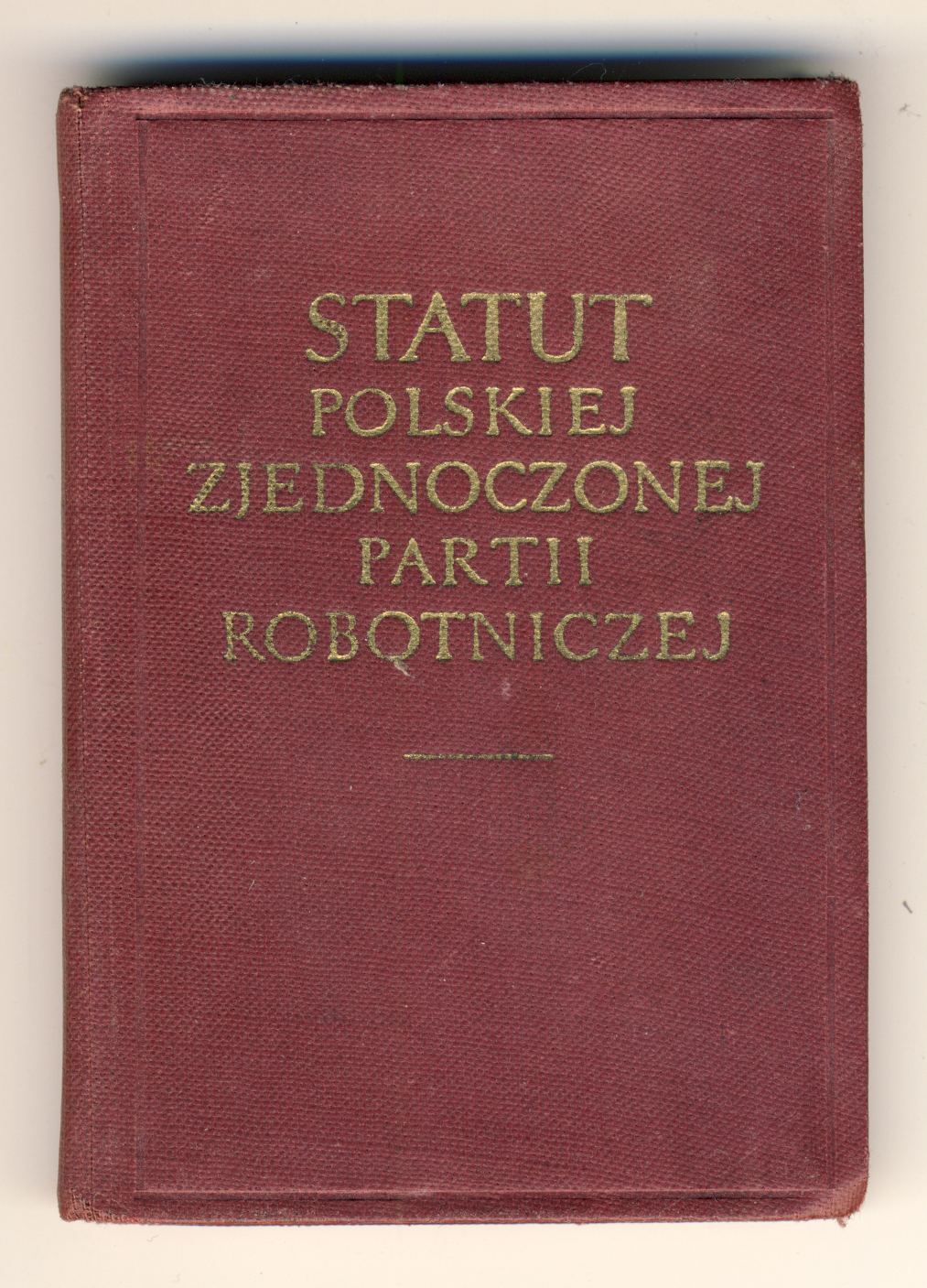
Wydanie kieszonkowe statutu PZPR

Statut – akt prawny regulujący zadania, strukturę organizacyjną i sposób działania podmiotu prawa publicznego lub prywatnego.
Statut jest pojęciem języka prawnego, a nie jednolicie uregulowaną instytucją prawną. Identyczna dla wszystkich statutów jest tylko ich funkcja: statut określa wewnętrzną organizację, cele istnienia, tryb działania i podobne zagadnienia ustrojowe danego podmiotu prawa. Tu jednak już kończą się podobieństwa, ponieważ podmiot ten może należeć do sfery prawa publicznego albo prywatnego – w których statuty są zupełnie czym innym. Zresztą również w ramach prawa publicznego i prywatnego nie ma jednolitej regulacji pojęć statutu. Wymagania co do formy i treści poszczególnych rodzajów statutów określają każdorazowo inne przepisy.
W prawie publicznym statut jest aktem władczym organu administracji publicznej, a jego przedmiotem jest – najogólniej rzecz ujmując – instytucja publiczna. Na podstawie statutów działają wszelkie urzędy administracyjne (nie: organy administracji, które działają na podstawie ustaw!): urzędy jednostek samorządu terytorialnego oraz urzędy centralnych i terenowych organów administracji rządowej (wszelkie ministerstwa i kancelarie), a także agencje administracyjne, fundusze, zakłady administracyjne (szkoły, biblioteki, muzea) i inne instytucje publiczne. Statuty prawa publicznego są zazwyczaj nadawane przez organy nadrzędne nad regulowanymi podmiotami, w drodze aktu normatywnego, na podstawie przepisu ustawy. Statuty jednostek samorządu terytorialnego i zawodowego nadają sobie same te jednostki w drodze odpowiednich uchwał.

## Podmioty, które muszą mieć statut
W prawie prywatnym statut jest wspólnym oświadczeniem woli podmiotów tworzących osobę prawną i dotyczy tej właśnie tworzonej osoby prawnej. Prawo wymaga, by statut miały:
1. fundusze inwestycyjne
2. fundusze emerytalne
3. spółdzielnie
4. przedsiębiorstwa państwowe
5. partie polityczne
6. stowarzyszenia
7. związki zawodowe
8. organizacje pracodawców
9. instytuty badawcze
10. spółki komandytowo-akcyjne
11. spółki akcyjne
12. przedszkola, szkoły, w tym uczelnie – publiczne i niepubliczne, cywilne i wojskowe, „ogólne” i wyspecjalizowane
13. fundacje
14. związki wyznaniowe
15. koła naukowe
16. koła gospodyń wiejskich.

Statut może podlegać zatwierdzeniu przez organ władzy publicznej. Może być również (i z reguły jest) wymagany przy rejestracji osoby prawnej, czy to w Krajowym Rejestrze Sądowym, czy w rejestrze administracyjnym.
Jako „statuty” określano dawniej również ustawy zasadnicze nadane przez suwerenów zewnętrznych (np. Statut Organiczny dla Królestwa Polskiego, Statut Organiczny Województwa Śląskiego) oraz wydawane przez władców zbiory praw (zwanych wówczas przywilejami), które dziś określiłoby się jako kodeksy lub ustawy (np. Statut Kazimierza Jagiellończyka), a nawet po prostu ważniejsze akty prawne (np. statuty piotrkowskie).
Pojęcia „statut” nie należy mylić z pojęciem „status”, które dotyczy zupełnie czegoś innego (sytuacji prawnej danego podmiotu).

## Statut w prawie prywatnym międzynarodowym
W prawie prywatnym międzynarodowym statut to „prawo właściwe dla jakiegoś zakresu na podstawie miarodajnych dla tego zakresu norm kolizyjnych”.
Wyróżnia się, m.in. statuty rzeczowy, kontraktowy, rozwodowy i personalny.
W zależności od subokreślnika temporalnego wyróżnia się statut niezmienny lub zmienny.
Zmiany statutu i związane z tym kwestie intertemporalne polska ustawa Prawo prywatne międzynarodowe z 2011 roku nakazuje rozstrzygać według reguł ukształtowanych na użytek stosunków cywilnoprawnych.